# Lipotriches semipallida
Lipotriches semipallida là một loài Hymenoptera trong họ Halictidae. Loài này được Cockerell mô tả khoa học năm 1905.